# 张鸣起
张鸣起（1953年10月—），男，汉族，山东龙口人，中华人民共和国政治人物，曾任第十一届全国政协委员，中华全国总工会副主席、书记处书记、党组副书记，第十二届全国人民代表大会山东地区代表，中国法学会副会长。

## 生平
张鸣起毕业于中央党校法学理论专业。1977年加入中国共产党。2008年，当选第十一届全国政协委员，代表中华全国总工会，分入第十七组。。2008年10月17日，中国工会十五大在北京开幕。同年10月19日，大会选举产生中华全国总工会第十五届执行委员会和经费审查委员会。10月20日，中华全国总工会第十五届执行委员会第一次全体会议选举他出任副主席。